# Flemsøya
Flemsøya eller Skuløya er en af Nordøyane i Haram kommune i Møre og Romsdal . Den har et areal på  14,3 km² og  503 per 1. januar 2015. Skuløya består af Flem, Longva, Rogne og Nogva.
På modsatte side af Longvafjorden i sydvest ligger Haramsøya som der er  vejforbindelse til over Ullasundbroen, og derfra  er der færgeforbindelse videre til fastlandet (Skjelten og Søvik). På nordøstsiden af øen ligger Nogvafjorden og Fjørtofta.